# Welzow
Welzow (em baixo sorábio: Wjelcej) é um município da Alemanha, situado no distrito de Spree-Neiße, no estado de Brandemburgo. Tem 23,91 km² de área, e sua população em 2019 foi estimada em 3.384 habitantes.